# Pavonia belophylla
Pavonia belophylla är en malvaväxtart som beskrevs av Bénédict Pierre Georges Hochreutiner. Pavonia belophylla ingår i släktet påfågelsmalvor, och familjen malvaväxter. Inga underarter finns listade i Catalogue of Life.